# マルセル・ブリヨン
マルセル・ブリヨン（Marcel Brion, 1895年11月21日 - 1984年10月23日）は、フランスの美術評論家、幻想小説作家。

## 来歴
アイルランド系の父と南仏に先祖を持つ母の間にマルセイユで生まれる。美術評論家、考古学者、伝記作家、歴史家、小説家と多様な場面で活躍した。
幻想的小説の作家として1953年には「文学大賞」を受ける。村上光彦は「無意識の底から噴出してくる心像のあとを追いながら、心の目に映る光景をそのまま写してゆく」とマルセル・ブリヨンの幻想小説の手法を評した（『イニシエーションの旅』）。
1953年、アカデミー・フランセーズ文学大賞受賞、1964年、アカデミー・フランセーズ会員に選出される。

## 日本語訳

### 小説
- 『幻影の城館』（村上光彦訳、未知谷、2006年）
- 『砂の都』（村上光彦訳、未知谷、2007年）
- 『旅の冒険　マルセル・ブリヨン短篇集』（村上光彦訳、未知谷、2011年）

### 評論
- 『死せる都市の復活 Ⅰ・Ⅱ』（辻邦生・屋形禎亮訳、みすず書房、1963-1964年）
- 『マキャヴェリ』（生田耕作・高塚洋太郎訳、みすず書房、1966年）、新装版1987・1998年
- 『抽象芸術』（瀧口修造・大岡信・東野芳明訳、紀伊國屋書店、1968年）、新装版1999年
- 『幻想芸術』（坂崎乙郎訳、紀伊國屋書店、1968年）、新装版1992年
- 『ウィーンはなやかな日々 モーツァルトとシューベルトの時代のウィーンの日常生活』（津守健二訳、音楽之友社、1972年）
- 『レンブラント』（末木友和訳、小学館 世界伝記双書、1983年）
- 『レオナルド・ダ・ヴィンチ』（佐々木英也訳、小学館 世界伝記双書、1983年）
- 『ヨーハン・ゼバスティアン・バッハ』（角倉一朗訳、小学館 世界伝記双書、1984年）
- 『シューマンとロマン主義の時代』（喜多尾道冬・須磨一彦訳、国際文化出版社、1984年）
- 『愛と死と音楽 西欧ロマン派の心』（高波秋訳、ジャン・ジャック書房、2004年）

## 評伝
- 村上光彦『イニシエーションの旅 マルセル・ブリヨンの幻想小説』（未知谷、2010年）